# Elsa Lystad

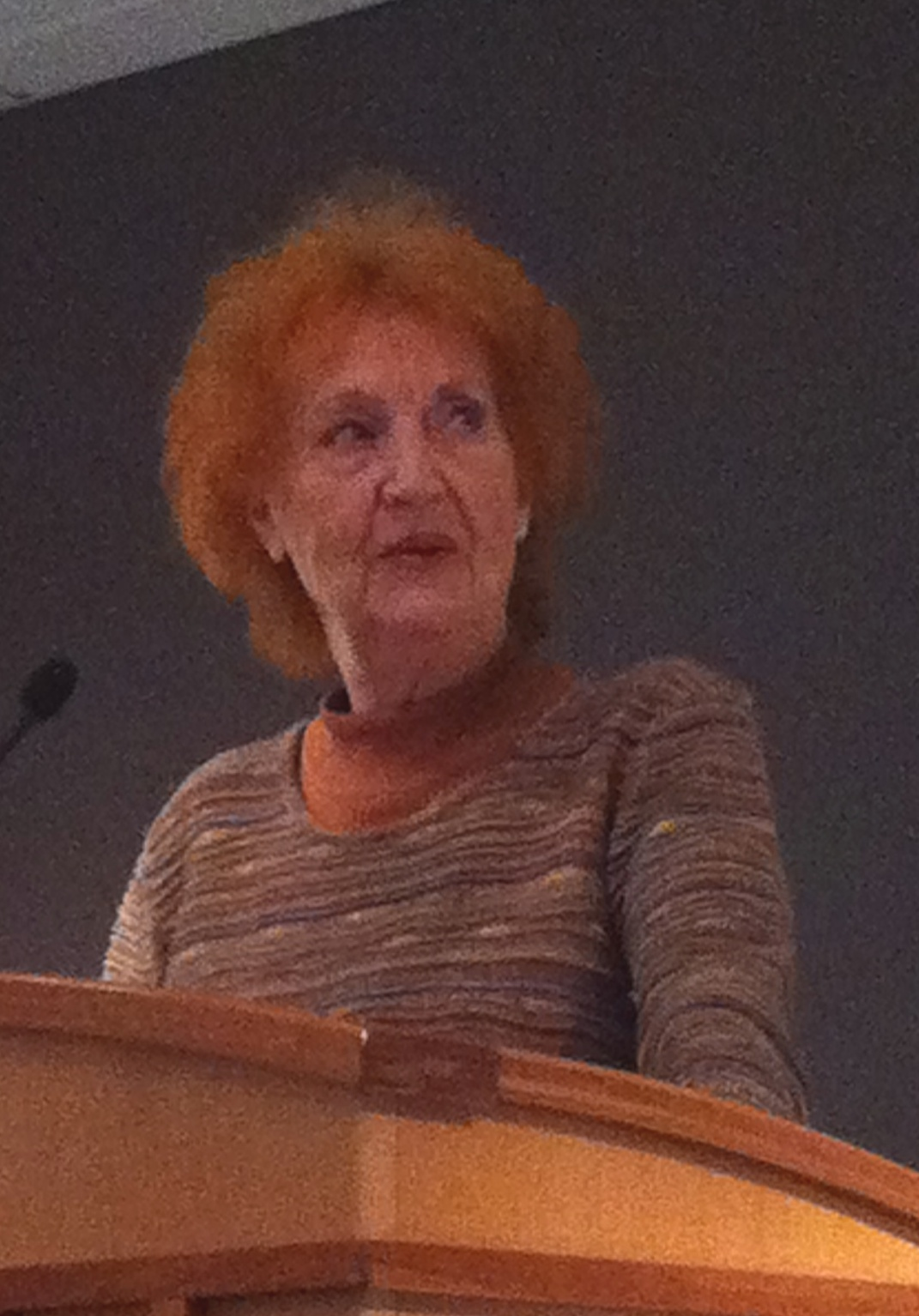
Elsa Lystad während einer Rede im Dezember 2011.

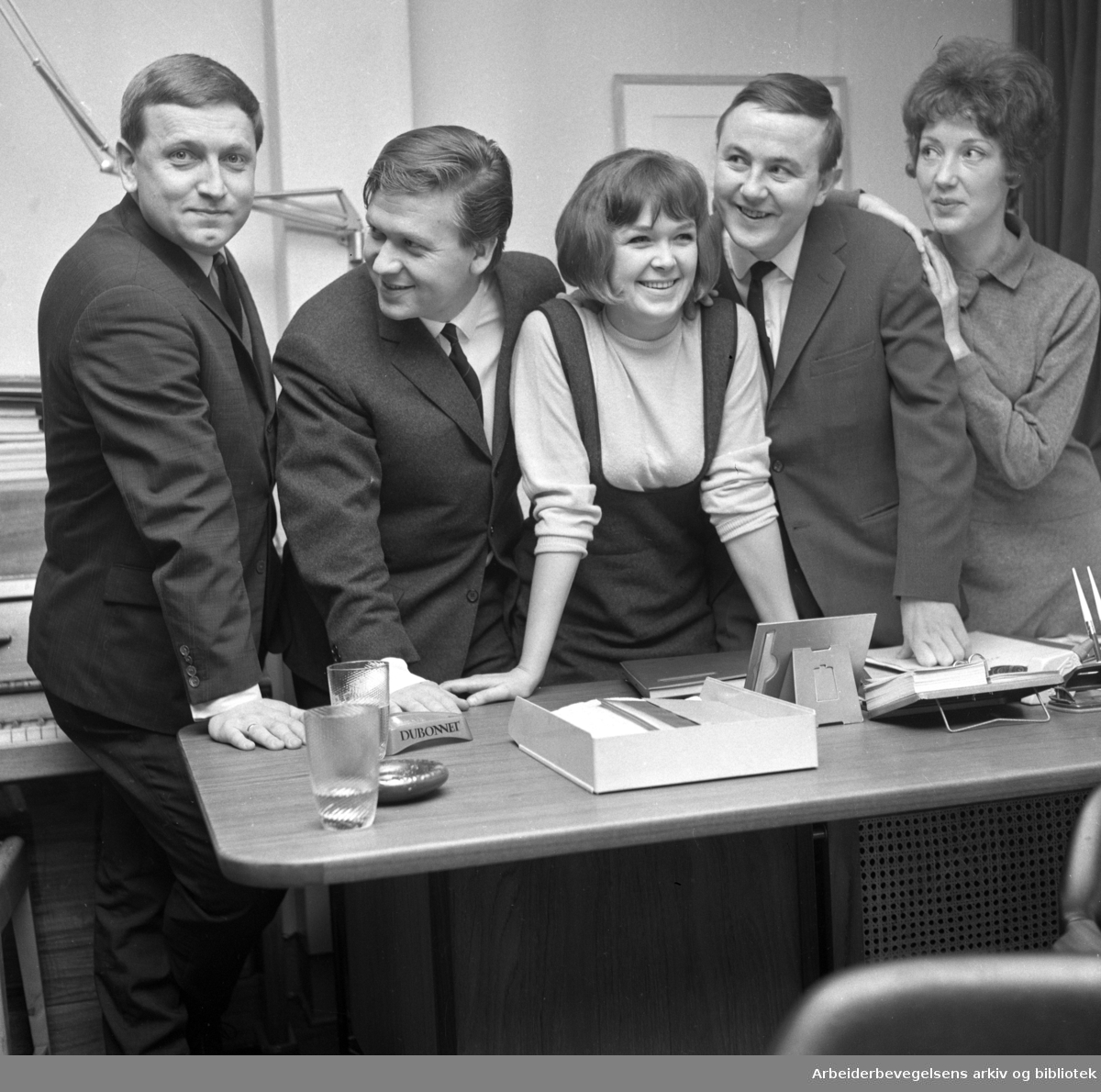
Elss Lystad (ganz rechts), zusammen mit von links aus gesehen: Rolv Wesenlund, Harald Heide-Steen junior, Trulte Heide Steen und Svein Byhring mit dem Lysthuset-Revuetheater im Chat Noir (1965).

Elsa Rigmor Lystad (* 9. Juli 1930 in Oslo; † 26. Dezember 2023) war eine norwegische Schauspielerin und Komikerin.

## Leben und Wirken
Lystad wurde im Osloer Arbeiterviertel Rodeløkka geboren. Ihre Mutter war die Putzfrau Thora Aamot (1900–1972) aus Stryn in Nordfjord und ihr Vater der Vorarbeiter Erling Magnus Lystad (1905–1988). Nachdem sich ihre Eltern trennten, zog sie 1935 mit ihrer Mutter zurück nach Stryn. Elsa Lystad ging dort ihre ersten zwei Jahre in die Schule und erlernte dadurch den Nordfjord-Dialekt zu sprechen. 1937 zogen Mutter und Tochter wieder zurück nach Oslo. Nach Beendigung der Grundschule arbeitete Lystad zunächst als Sekretärin in der Werbeabteilung der norwegischen Tageszeitung Dagbladet und besuchte später eine Framhaldsskole (Fortbildungsschule) für Mädchen. Im Jahr 1961 heiratete Lystad den ungarischen Theaterinspizienten Szemes Arpad (1930–1998).
1957 debütierte Lystad als Theaterschauspielerin am Falkbergets Teater und trat dort in der Rolle als Laura Isaksen in dem Stück Bør Børson jr unter der Regie von Toralf Sandø auf. Danach tourte sie mit diesem Theater ein Jahr lang durch Norwegen. Von 1958 bis 1964 war sie am Det Norske Teatret tätig und erhielt dort eine Reihe von Nebenrollen. Ihren Durchbruch hatte sie 1965 in der Aufführung Lysthuset und wurde dadurch von den prominenten Schauspielern Rolv Wesenlund und Harald Heide-Steen junior für weitere Auftritte im Theater engagiert. Lystad war danach auch am Chat Noir-Theater und bei norwegischen Fernsehtheater (Fjernsynsteatret) tätig. Von 1973 bis 1976 war sie am Oslo Nye Teater und von 1976 bis 1980 war sie am Den Nationale Scene als festes Ensemblemitglied engagiert. Im Anschluss arbeitete sie freiberuflich als Schauspielerin weiter und spielte in verschiedenen Kabarett-Theatern wie unter anderem im Lysthuset in Oslo. Lystad trat in dieser Zeit mehrfach zusammen mit Rolf Wesenlund im Theater und Fernsehen auf. Beim norwegischen Rundfunkprogramm des Norsk rikskringkasting hatte sie zu dieser Zeit ihre bekannteste Sprechrolle als Frau Sløying, was sie zugleich in ganz Norwegen bekannt machte.
1990 spielte sie die Rolle der Oddveig in der Fernsehkomödien-Serie Fredrikssons fabrikk und 1994 in der Fortsetzung Fredrikssons fabrikk - The movie. 2007 hatte Lystad mit der Schauspielerin Marianne Krogness am Chat Noir eine Hauptrolle in dem Theaterstück Ingen grunn til panikk! und ging damit anschließend landesweit auf Tournee. Später wirkte Lystad noch in dem Radioprogramm Nitimen von NRK P1 mit. Zusammen mit dem Schauspieler Morten Røhrt trat sie in der wöchentlichen Humor-Unterhaltungssendung Tips-telefonen auf. 2011 war sie in dem norwegischen 3D-Kinderfilm Magic Silver 2 – Die Suche nach dem magischen Horn (Blåfjell 2: Jakten på det magiske horn) als altes Mütterchen zu sehen. Im Februar 2012 spielte sie zuletzt die Mutter Åse in der Bühnen-Inszenierung Peer Gynt (My name is Peer Gynt) nach einer Vorlage von Henrik Ibsen in der Kanonhallen im Osloer Stadtviertel Løren. Lystad ging zuletzt gemeinsam mit Petter Anton Næss mit dem Stück Mitt liv som Elsa auf Tournee. Wegen zunehmender Demenz musste Lystad 2016 ihre Aktivitäten einstellen und zog sich in ihre Privatsphäre zurück.

## Filmografie
| Jahr      | Titel                                                                                       | Rolle                        | Format                           |
| --------- | ------------------------------------------------------------------------------------------- | ---------------------------- | -------------------------------- |
| 1958      | Lån meg din kone                                                                            | Gast                         | Spielfilm                        |
| 1960      | Ungen                                                                                       | Sersjant-Petra               | Fernsehtheater (Fjernsynsteater) |
| 1963      | Freske fraspark                                                                             | Ollvars Frau                 | Spielfilm                        |
| 1964      | Pappa tar gull                                                                              | Turnerin                     | Spielfilm                        |
| 1966      | Hurra for Andersens                                                                         | Frau Salvesen                | Spielfilm                        |
| 1966      | Nederlaget                                                                                  | Suzanne                      | Fernsehtheater (Fjernsynsteater) |
| 1966      | Kontorsjef Tangen                                                                           |                              | Fernsehtheater (Fjernsynsteater) |
| 1967      | Elsk... din næste                                                                           | Frl. Andresen                | Spielfilm                        |
| 1967      | Das Mädchen Liv (Liv)                                                                       | Damen am Fenster             | Spielfilm                        |
| 1968      | De ukjentes marked                                                                          |                              | Spielfilm                        |
| 1968      | Smuglere                                                                                    | Jenny                        | Spielfilm                        |
| 1968      | Mannen som ikke kunne le                                                                    |                              | Spielfilm                        |
| 1969      | 22 november - den store leiegården                                                          | Syerske                      | Fjernsynsteater                  |
| 1970      | Selma Brøter                                                                                | Selma                        | Fernsehtheater (Fjernsynsteater) |
| 1972      | Fleksnes - Episode Evig din for alltid                                                      | Kari                         | Fernsehserie                     |
| 1972      | Lukket avdeling                                                                             |                              | Spielfilm                        |
| 1973      | Olsenbanden og Dynamitt-Harry går amok                                                      | Ragna Quist, Bennys Verlobte | Spielfilm                        |
| 1973      | Kjære lille Norge                                                                           |                              | Spielfilm                        |
| 1974      | Fleksnes - Episode Biovita Helsesenter                                                      | Oberschwester Vålund         | Fernsehserie                     |
| 1974      | Bør Børson Jr.                                                                              | Frl. Finckel                 | Spielfilm                        |
| 1975      | Glade vrinsk                                                                                |                              | Spielfilm                        |
| 1980      | Belønningen                                                                                 | Ann                          | Spielfilm                        |
| 1980      | Fabel                                                                                       | Sängerin                     | Spielfilm                        |
| 1981      | Den grønne heisen                                                                           | Topsy Lorck Mathiesen        | Spielfilm                        |
| 1982      | Fleksnes - Episode Rotbløyte                                                                | Marta                        | Fernsehserie                     |
| 1985      | Deilig er fjorden                                                                           | Rigmor                       | Spielfilm                        |
| 1985–1988 | Vill - Villere - Villaveien                                                                 | Alice Lindeblad              |                                  |
| 1986      | Plastposen                                                                                  | Kioskdame                    | Spielfilm                        |
| 1986      | Randi og Ronnis restaurant                                                                  | Witwe Beate Hoop             | Fernsehserie                     |
| 1988      | Sweetwater                                                                                  | Marta                        | Spielfilm                        |
| 1989      | Viva Villaveien!                                                                            | Alice Lindeblad              | Spielfilm                        |
| 1990      | Eine Handvoll Zeit (En håndfull tid)                                                        |                              | Spielfilm                        |
| 1990–1993 | Fredrikssons fabrikk                                                                        | Oddveig                      | Fernsehserie                     |
| 1991      | Frida – mit dem Herzen in der Hand (Frida - med hjertet i hånden)                           | Ellinor Svendsen             | Spielfilm                        |
| 1991      | Fedrelandet                                                                                 | Frau Horn                    | Miniserie                        |
| 1994      | Seier'n er vår                                                                              | Synnøve Skuggedal            | Fernsehserie                     |
| 1994      | Fredrikssons fabrikk - The movie                                                            | Oddveig                      | Spielfilm                        |
| 1994      | Hjemme hos Paus                                                                             | Programmleiterin             | Fernsehserie                     |
| 1996      | Bare når jeg ler                                                                            | Dr. Torp                     | Fernsehserie                     |
| 1996      | Maja Steingesicht (Maja Steinansikt)                                                        | Großmutter                   | Spielfilm                        |
| 1996      | Mens vi venter på far                                                                       | Nachbarin                    | Fernsehserie                     |
| 1997–1998 | Tre på toppen                                                                               | Birgitte Berg                | Fernsehserie                     |
| 2003      | SMS - Sju magisk sirkler                                                                    | Ophelia                      | Fernsehserie                     |
| 2003      | Fox Grønland - Episode 11 (2. Staffel)                                                      | ältere Dame                  | Fernsehserie                     |
| 2004      | Hos Martin - Episode Hushjelp til besvær                                                    | Gudrun Holt                  | Fernsehserie                     |
| 2005      | Drømmefangeren og Slangebæreren                                                             | Bergljot Behrens             | Miniserie                        |
| 2009      | God natt, elskede                                                                           | Frau Raglo                   | Miniserie                        |
| 2010      | Den unge Fleksnes                                                                           | Gesangspädagogin             | Fernsehserie                     |
| 2011      | Småbyliv                                                                                    | Frau Løfsgård                | Fernsehserie                     |
| 2011      | Magic Silver 2 – Die Suche nach dem magischen Horn (Blåfjell 2: Jakten på det magiske horn) | altes Mütterchen             | Spielfilm (3D)                   |

## Preise und Auszeichnungen (Auswahl)
- 1983: Leonardstatuetten
- 2007: Kongens fortjenstmedalje (Königliche Verdienstmedaille) in Gold für 50 Jahre Auftritte
- 2008: Hedersprisen im Komiprisen 2008, Ehrenpreis
- 2010: Parelius prisen, Kunstnerforeningen (norwegischer Künstlerband)
- 2011: Solprisen zum Solfesten in Rjukan am 9. April 2011
- 2011: Kulturpreis der Stadt Oslo (Oslo bys kulturpris) am 5. Mai 2011